# 동정녀

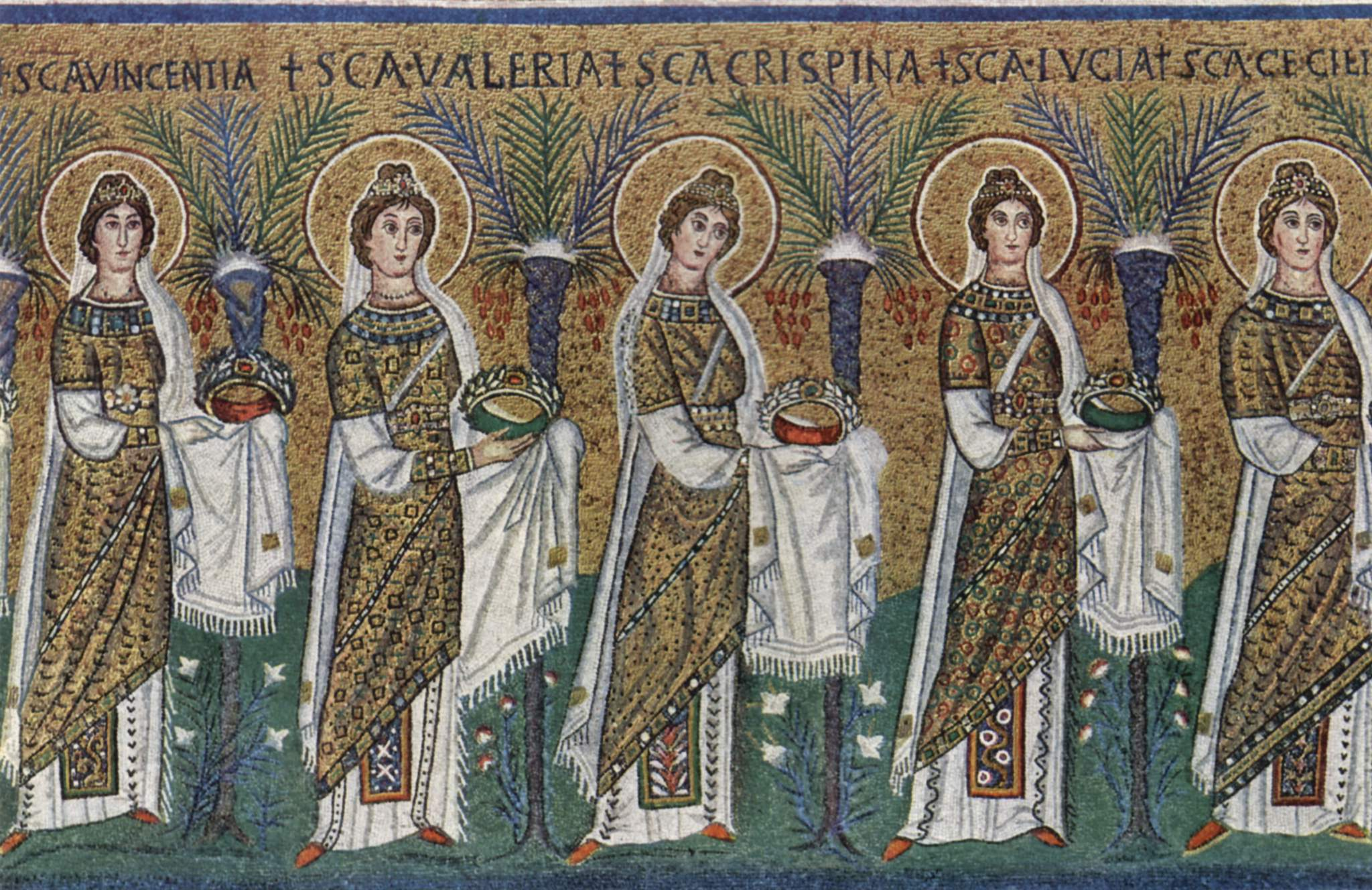
이탈리아 라벤나의 산타폴리나레 누오보 대성전의 화환을 든 처녀순교자 모자이크.

동정녀(童貞女, 라틴어: virgo 비르고[*], 그리스어: Παρθένος 파르테노스[*])는 동방 정교회와 로마 가톨릭교회에서 여자 성자나 복자에게 붙이는 칭호다. 파르테노스는 결혼하지 않은 비혼여성이나 젊은 여성을 뜻한다. 
순결은 6세기 말에 교황 그레고리오 1세가 정한 7대 미덕 중 하나다. 『코린토 제1서』 제7장에서 바울로는 여자가 결혼하는 것은 죄가 아니나, 결혼한 여자는 남편을 기쁘게 함에 여념이 없어야 하므로 "시집 가지 않은 자나 처녀"는 "주의 일을 염려하여 몸과 영을 다 거룩"하게 한다고 했다. 또한 『코린토 제2서』 11장 2절에서 바울로는 고린토 교회 교우들에게 교회와 교우가 "정결한 처녀"로서 "남편"인 그리스도에게 중매된 그리스도의 신부라는 은유로써 교회가 공동체임을 설명한다.
교부신학에서는 성령에 의해 처녀수태된 예수의 어머니 마리아가 이 성처녀(sacred virgin)의 원형이 된다.  마리아가 예수를 낳은 뒤로도 평생 순결을 지켰다는 평생동정설은 복음서에는 그런 말이 없지만, 4세기 교부들에 의해 정립되어 이후 보편교회의 도그마가 되었다. 개신교와 로마 가톨릭의 교리에 대한 해석이 다른데, 개신교에서는 평생동정설을 성서에 나오지 않는 교리이고, 예수에게는 형제자매들이 있었다고 예수의 고향마을인 갈릴래아 사람들의 말을 인용하여 마태오 복음사가가 설명하므로 인정하지 않으며, 로마 가톨릭에서는 평생동정설을 주장한다. 
한국교회사에서는 천주교 신자들이 천주를 섬기는 데에 전념하기 위해 동정녀로 살았다.  